# Temporada 1996 del Campeonato de España de Rally de Tierra
La temporada 1996 fue la 15.º edición del Campeonato de España de Rally de Tierra. Comenzó en el Rally RACC Calaf y terminó el 21 de noviembre en el Rally de Sigüenza.

## Calendario
| N.º | Fecha              | Prueba                   | Notas |
| --- | ------------------ | ------------------------ | ----- |
| 1   | 4 de mayo          | Rally de Tierra de Calaf |       |
| 2   | 25 de mayo         | Rally Ciudad de Linares  |       |
| 3   | 15 de junio        | Rally Ciudad de Cuenca   |       |
| 4   | 19-20 de julio     | 4.º Rally Navalcarnero   |       |
| 5   | 24 de agosto       | Rally de Zaragoza 1      |       |
| 6   | 25 de agosto       | Rally de Zaragoza 2      |       |
| 7   | 11-12 de octubre   | Rally de Sevilla         |       |
| 8   | 25-26 de noviembre | Rally de Sigüenza        |       |

## Clasificación

### Campeonato de pilotos
| Pos. | Piloto                 | 1 | 2 | 3 | 4   | 5   | 6   | 7 | 8 | Puntos |
| ---- | ---------------------- | - | - | - | --- | --- | --- | - | - | ------ |
| 1.   | Pedro Diego            |   | 1 | 1 | 1   | 1   | 1   |   |   | 160    |
| 2.   | Carles Solé            |   |   |   | 2   | 3   | 3   | 4 | 2 | 122    |
| 3.   | Claudio Aldecoa        |   | 2 | 2 | Ret | Ret | Ret | 2 | 1 | 109    |
| 4.   | Alfredo Luzuriaga      | 3 |   | 4 | Ret | 2   | 2   | 3 |   | 108    |
| 5.   | Josep María Solé       | 5 |   |   | 3   | 7   | 5   | 5 |   | 88     |
| 6.   | Daniel Estévez Vázquez | 4 | 3 | 5 | 6   | 6   | 7   |   | 3 | 86     |
| 7.   | Jaume Batlle           |   |   |   | 4   | 9   | 6   |   |   | 59     |
| 8.   | Josep Maria Bardolet   |   |   |   | 17  | 8   | 4   |   |   | 45     |
| 9.   | Jordi Gómez            |   |   |   | Ret | 10  | 20  |   |   | 41     |
| 10.  | Alexander Villanueva   |   |   |   | Ret | Ret | 10  |   | 5 | 38     |

### Campeonato de marcas
| Pos. | Marca   | Puntos |
| ---- | ------- | ------ |
| 1.   | Ford    | 358    |
| 2.   | SEAT    | 304    |
| 3.   | Citroën | 64     |
| 4.   | Fiat    | 60     |
| 5.   | Peugeot | 59     |

### Campeonato de copilotos
| Pos. | Copiloto         | Puntos |
| ---- | ---------------- | ------ |
| 1.   | Marc Martí       | 160    |
| 2.   | Manel Dalmass    | 122    |
| 3.   | Xavi Lorza       | 109    |
| 4.   | Juan A. Delgado  | 108    |
| 5.   | Enric Oller      | 88     |
| 6.   | Jorge del Cid    | 86     |
| 7.   | Albert Anglada   | 59     |
| 8.   | Miguel Escamilla | 49     |
| 9.   | Alex Masip       | 41     |
| 10.  | Gonzalo de Alba  | 38     |

### Agrupación II
| Pos. | Piloto               | Puntos |
| ---- | -------------------- | ------ |
| 1.   | Carlos Solé          | 160    |
| 2.   | José María Solé      | 102    |
| 3.   | Jaume Batlle         | 99     |
| 4.   | Alex Villanueva      | 81     |
| 5.   | Josep Maria Bardolet | 75     |